# Delicacy of Love
『Delicacy of Love』（デリカシー・オブ・ラブ）は、2016年8月24日に発売された早見優のミニ・アルバム。発売元はSLENDERIE RECORD。

## 概要
アルバムのリリースとしては、1988年12月リリースの『MOMENTS』以来（企画盤やベスト盤を除いて）28年ぶりとなるミニ・アルバム。新曲が収録された作品としては、1995年6月リリースのシングル「CHANCE〜めぐりあいを、宝石にかえて〜」以来21年ぶりとなる。藤井隆がプロデュースを務め、藤井が主宰するレーベル「SLENDERIE RECORD」から発売された。DE DE MOUSE、ベルリンで結成されたダンスミュージック・グループ APOTHEKE(アポテケ)、DJ・プロデューサーのokadada、音楽プロデューサーのSeihoら、藤井の人選による多数のアーティストが制作に携わっている。ジャケット写真の撮影とディレクションは、写真家のレスリー・キーが担当している。本作のリリースを記念して、Ｔシャツなどのオリジナル・グッズも作製された。
「溶けるようにkiss me」は本作のために書き下ろされた唯一の新曲。「夏色のナンシー」は本作の為に新たにボーカルを録り直されており、「誘惑光線・クラッ!」「Caribbean Night」「GET UP」のボーカルはシングルと同じ音源が使用されている。「恋のブギ・ウギ・トレイン」はアン・ルイスの楽曲のカヴァー。

## 収録曲
1. 溶けるようにkiss me
作詞：早見優／作曲：藤井隆／編曲：冨田謙
2. 誘惑光線・クラッ! (DE DE MOUSE back to night mix)
作詞：松本隆／作曲：筒美京平 （リミックス：DE DE MOUSE）
3. GET UP (APOTHEKE dawn on the river mix)
作詞：湯川れい子／作曲：葛口雅行（リミックス：APOTHEKE）
4. Caribbean Night (okadada "love is the destiny" remix)
作詞・作曲：中原めいこ（リミックス：okadada）
5. 夏色のナンシー (Redefined by Seiho)
作詞：三浦徳子／作曲：筒美京平（リミックス：Seiho）
6. 恋のブギ・ウギ・トレイン
作詞：吉田美奈子／作曲：山下達郎／編曲：冨田謙